# Kaloth
Kaloth es un personaje ficticio del videojuego StarCraft. En un Zerg Cerebrado, uno de los líderes del enjambre Zerg. Su existencia es un enigma, puesto que se supone que Sarah Kerrigan mató a todos los Cerebrados Zerg (excepto al que encarna el jugador en las campañas Zerg).

## Batalla sobre Braxis
Artanis, líder de los Protoss, tuvo conocimiento del renacimiento de Stukov, y convocó a su viejo aliado Jim Raynor para ayudar a éste. Le dijo a Raynor que Kaloth le había reanimado, y que los científicos habían desarrollado un suero nanotecnológico, que podría revertir el proceso. Raynor, el pretor Taldarin y una pequeña escolta de Protoss y Terran fueron enviados a Braxis para liberar a Stukov de los Zerg.
kaloth: la furia de dios. (Nombre)
kaloth: Dios primigenio creador de vida y destrucción.
- Datos: Q5957753